# Specie di Trachelidae
Di seguito sono elencate tutte le 202 specie di ragni della famiglia Trachelidae note a giugno 2014

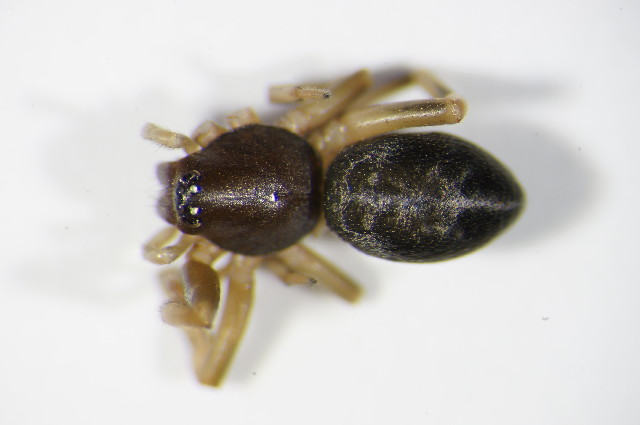
Cetonana laticeps

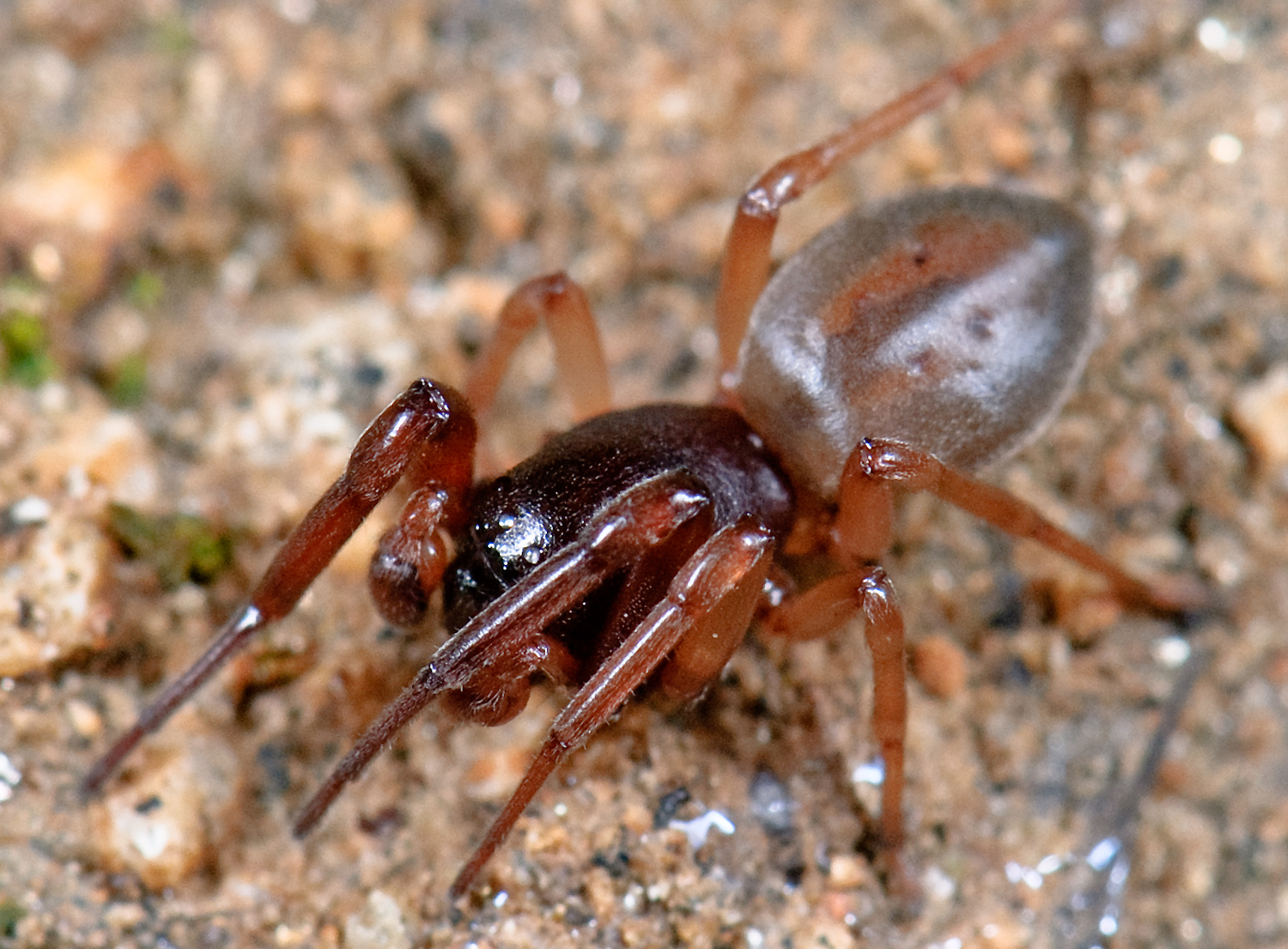
Trachelas pacificus, maschio

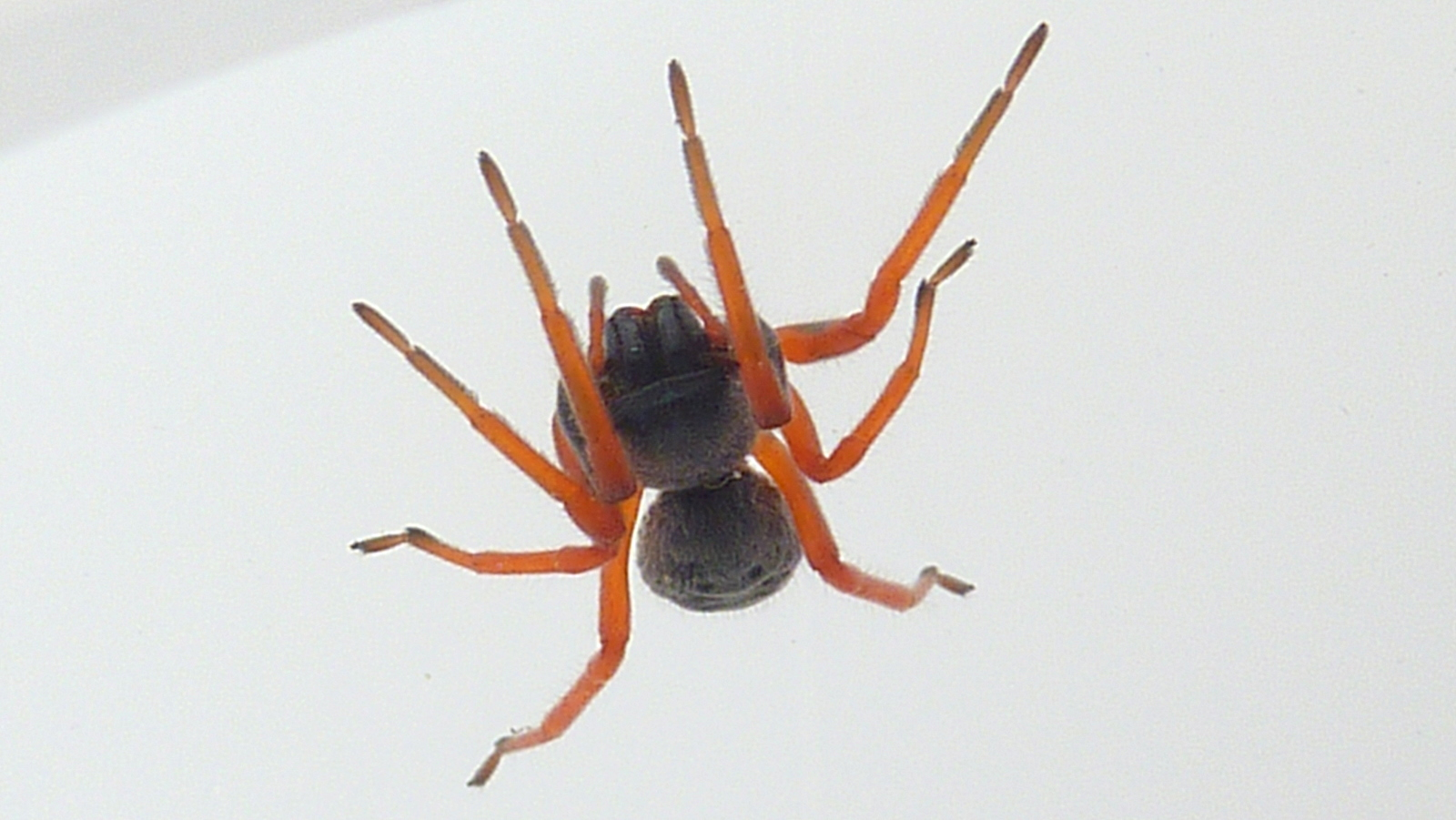
Trachelopachys gracilis, femmina

## Afroceto
Afroceto Lyle & Haddad, 2010
- Afroceto arca Lyle & Haddad, 2010 — Africa meridionale
- Afroceto bisulca Lyle & Haddad, 2010 — Sudafrica
- Afroceto bulla Lyle & Haddad, 2010 — Sudafrica
- Afroceto capensis Lyle & Haddad, 2010 — Sudafrica
- Afroceto coenosa (Simon, 1897) — Sudafrica
- Afroceto corcula Lyle & Haddad, 2010 — Sudafrica
- Afroceto croeseri Lyle & Haddad, 2010 — Sudafrica
- Afroceto flabella Lyle & Haddad, 2010 — Sudafrica
- Afroceto gracilis Lyle & Haddad, 2010 — Sudafrica
- Afroceto martini (Simon, 1897) — Africa orientale e meridionale
- Afroceto plana Lyle & Haddad, 2010 — Sudafrica, Malawi
- Afroceto porrecta Lyle & Haddad, 2010 — Sudafrica
- Afroceto rotunda Lyle & Haddad, 2010 — Sudafrica
- Afroceto spicula Lyle & Haddad, 2010 — Sudafrica

## Cetonana
Cetonana Strand, 1929
- Cetonana laticeps (Canestrini, 1868) — Europa
- Cetonana lineolata (Mello-Leitão, 1941) — Brasile
- Cetonana orientalis (Schenkel, 1936) — Cina, Corea
- Cetonana petrunkevitchi Mello-Leitão, 1945 — Brasile
- Cetonana setosa (Simon, 1897) — Brasile

## Fuchiba
Fuchiba Haddad & Lyle, 2008
- Fuchiba aquilonia Haddad & Lyle, 2008 — Botswana, Mozambico, Sudafrica
- Fuchiba capensis Haddad & Lyle, 2008 — Sudafrica
- Fuchiba montana Haddad & Lyle, 2008 — Sudafrica, Lesotho
- Fuchiba similis Haddad & Lyle, 2008 — Sudafrica
- Fuchiba tortilis Haddad & Lyle, 2008 — Sudafrica
- Fuchiba venteri Haddad & Lyle, 2008 — Sudafrica

## Fuchibotulus
Fuchibotulus Haddad & Lyle, 2008
- Fuchibotulus bicornis Haddad & Lyle, 2008 — Sudafrica
- Fuchibotulus haddadi Lyle, 2013 — Sudafrica
- Fuchibotulus kigelia Haddad & Lyle, 2008 — Sudafrica, Mozambico

## Meriola
Meriola Banks, 1895
- Meriola arcifera (Simon, 1886) — Cile, Bolivia, Argentina, USA (introdotto), Hawaii
- Meriola balcarce Platnick & Ewing, 1995 — Argentina
- Meriola barrosi (Mello-Leitão, 1951) — Cile, Argentina
- Meriola californica (Banks, 1904) — USA, Messico
- Meriola cetiformis (Strand, 1908) — Perù, Brasile, Bolivia, Cile, Argentina
- Meriola davidi Grismado, 2004 — Argentina
- Meriola decepta Banks, 1895 — dagli USA al Guatemala, Colombia, Ecuador, Perù, Brasile
- Meriola fasciata (Mello-Leitão, 1941) — Brasile, Argentina
- Meriola foraminosa (Keyserling, 1891) — dal Venezuela al Cile
- Meriola gallina Platnick & Ewing, 1995 — Cile
- Meriola goloboffi Platnick & Ewing, 1995 — Argentina
- Meriola hyltonae (Mello-Leitão, 1940) — Brasile, Argentina
- Meriola longitarsis (Simon, 1904) — Cile, Argentina
- Meriola manuel Platnick & Ewing, 1995 — Cile
- Meriola mauryi Platnick & Ewing, 1995 — Argentina
- Meriola nague Platnick & Ewing, 1995 — Cile
- Meriola penai Platnick & Ewing, 1995 — Cile, Argentina
- Meriola puyehue Platnick & Ewing, 1995 — Cile, Argentina
- Meriola quilicura Platnick & Ewing, 1995 — Cile
- Meriola rahue Platnick & Ewing, 1995 — Argentina
- Meriola ramirezi Platnick & Ewing, 1995 — Argentina
- Meriola tablas Platnick & Ewing, 1995 — Cile, Argentina
- Meriola teresita Platnick & Ewing, 1995 — Argentina
- Meriola virgata (Simon, 1904) — Cile

## Metatrachelas
Metatrachelas Bosselaers & Bosmans, 2010
- Metatrachelas amabilis (Simon, 1878) — Algeria, Tunisia
- Metatrachelas macrochelis (Wunderlich, 1992) — Spagna, isole Canarie, isole Azzorre, Algeria
- Metatrachelas rayi (Simon, 1878) — Spagna, Italia, Francia, Algeria

## Paccius
Paccius Simon, 1897
- Paccius angulatus Platnick, 2000 — Madagascar
- Paccius elevatus Platnick, 2000 — Madagascar
- Paccius griswoldi Platnick, 2000 — Madagascar
- Paccius madagascariensis (Simon, 1889) — Madagascar
- Paccius mucronatus Simon, 1898 — Madagascar
- Paccius quadridentatus Simon, 1898 — Isole Seychelles
- Paccius quinteri Platnick, 2000 — Madagascar
- Paccius scharffi Platnick, 2000 — Madagascar

## Paratrachelas
Paratrachelas Kovblyuk & Nadolny, 2009
- Paratrachelas acuminus (Zhu & An, 1988) — Russia, Cina, Corea
- Paratrachelas atlantis Bosselaers & Bosmans, 2010 — Algeria
- Paratrachelas ibericus (Bosselaers et al., 2009) — Portogallo, Spagna, Francia, Algeria
- Paratrachelas maculatus (Thorell, 1875) — dalla Francia all'Ucraina, Turchia
- Paratrachelas validus (Simon, 1884) — Portogallo, Spagna

## Patelloceto
Patelloceto Lyle & Haddad, 2010
- Patelloceto denticulata Lyle & Haddad, 2010 — Etiopia
- Patelloceto media Lyle & Haddad, 2010 — Africa centrale e orientale
- Patelloceto secutor Lyle & Haddad, 2010 — Africa meridionale

## Planochelas
Planochelas Lyle & Haddad, 2009
- Planochelas botulus Lyle & Haddad, 2009 — Ghana, Uganda
- Planochelas dentatus Lyle & Haddad, 2009 — Costa d'Avorio
- Planochelas purpureus Lyle & Haddad, 2009 — Costa d'Avorio

## Poachelas
Poachelas Haddad & Lyle, 2008
- Poachelas montanus Haddad & Lyle, 2008 — Sudafrica
- Poachelas refugus Haddad, 2010 — Sudafrica
- Poachelas solitarius Haddad & Lyle, 2008 — Zimbabwe
- Poachelas striatus Haddad & Lyle, 2008 — Sudafrica

## Spinotrachelas
Spinotrachelas Haddad, 2006
- Spinotrachelas capensis Haddad, 2006 — Sudafrica
- Spinotrachelas confinis Lyle, 2011 — Sudafrica
- Spinotrachelas montanus Haddad, Neethling & Lyle, 2011 — Sudafrica
- Spinotrachelas namaquensis Lyle, 2011 — Sudafrica
- Spinotrachelas similis Lyle, 2011 — Sudafrica

## Thysanina
Thysanina Simon, 1910
- Thysanina absolvo Lyle & Haddad, 2006 — Sudafrica
- Thysanina capensis Lyle & Haddad, 2006 — Sudafrica
- Thysanina gracilis Lyle & Haddad, 2006 — Namibia, Sudafrica
- Thysanina serica Simon, 1910 — Namibia, Sudafrica
- Thysanina similis Lyle & Haddad, 2006 — Tanzania
- Thysanina transversa Lyle & Haddad, 2006 — Sudafrica

## Trachelas
Trachelas L. Koch, 1872
- Trachelas alticolus Hu, 2001 — Cina
- Trachelas anomalus (Taczanowski, 1874) — Guyana Francese
- Trachelas barroanus Chamberlin, 1925 — Panama
- Trachelas bicolor Keyserling, 1887 — Hispaniola
- Trachelas bispinosus F. O. P.-Cambridge, 1899 — dal Messico al Panama, Trinidad
- Trachelas borinquensis Gertsch, 1942 — Porto Rico
- Trachelas bravidus Chickering, 1972 — Giamaica
- Trachelas bulbosus F. O. P.-Cambridge, 1899 — dal Messico a El Salvador
- Trachelas cadulus Chickering, 1972 — Giamaica
- Trachelas cambridgei Kraus, 1955 — da El Salvador al Panama
- Trachelas canariensis Wunderlich, 1987 — Isole Canarie
- Trachelas chubbi Lessert, 1921 — Africa orientale
- Trachelas contractus Platnick & Shadab, 1974 — Cuba
- Trachelas costatus O. P.-Cambridge, 1885 — Yarkand (Cina)
- Trachelas daubei Schmidt, 1971 — Ecuador
- Trachelas depressus Platnick & Shadab, 1974 — Messico
- Trachelas devi Biswas & Raychaudhuri, 2000 — Bangladesh
- Trachelas digitus Platnick & Shadab, 1974 — Costa Rica
- Trachelas dilatus Platnick & Shadab, 1974 — Hispaniola
- Trachelas ecudobus Chickering, 1972 — Panama, Trinidad
- Trachelas erectus Platnick & Shadab, 1974 — Hispaniola
- Trachelas fangjingshan Zhang, Fu & Zhu, 2009 — Cina
- Trachelas fasciae Zhang, Fu & Zhu, 2009 — Cina
- Trachelas femoralis Simon, 1897 — Saint Vincent
- Trachelas fuscus Platnick & Shadab, 1974 — Messico
- Trachelas giganteus Platnick & Shadab, 1974 — Giamaica
- Trachelas hamatus Platnick & Shadab, 1974 — Messico
- Trachelas hassleri Gertsch, 1942 — Guyana
- Trachelas himalayensis Biswas, 1993 — India
- Trachelas huachucanus Gertsch, 1942 — USA, Messico
- Trachelas inclinatus Platnick & Shadab, 1974 — Cuba
- Trachelas jamaicensis Gertsch, 1942 — Giamaica
- Trachelas japonicus Bösenberg & Strand, 1906 — Russia, Cina, Corea, Giappone
- Trachelas joopili Kim & Li, 2008 — Corea
- Trachelas lanceolatus F. O. P.-Cambridge, 1899 — Messico
- Trachelas latus Platnick & Shadab, 1974 — Messico, Guatemala
- Trachelas mexicanus Banks, 1898 — USA, Messico
- Trachelas minor O. P.-Cambridge, 1872 — dal Mediterraneo all'Azerbaijan, Africa occidentale
- Trachelas mulcetus Chickering, 1972 — Giamaica
- Trachelas nanyueensis Yin, 2012 — Cina
- Trachelas niger Mello-Leitão, 1922 — Brasile
- Trachelas nigrifemur Mello-Leitão, 1941 — Colombia
- Trachelas oculus Platnick & Shadab, 1974 — Cuba
- Trachelas oreophilus Simon, 1906 — India, Sri Lanka
- Trachelas organatus Platnick & Shadab, 1974 — USA, Messico
- Trachelas pacificus Chamberlin & Ivie, 1935 — USA, Messico
- Trachelas panamanus Chickering, 1937 — Panama
- Trachelas parallelus Platnick & Shadab, 1974 — Nicaragua
- Trachelas planus Platnick & Shadab, 1974 — Costa Rica
- Trachelas prominens Platnick & Shadab, 1974 — dal Messico al Panama
- Trachelas punctatus Simon, 1886 — Senegal
- Trachelas pusillus Lessert, 1923 — Sudafrica
- Trachelas quadridens Kraus, 1955 — El Salvador, Costa Rica
- Trachelas quisquiliarum Simon, 1906 — Sri Lanka
- Trachelas robustus Keyserling, 1891 — Brasile
- Trachelas roeweri Lawrence, 1938 — Sudafrica
- Trachelas rotundus Platnick & Shadab, 1974 — Messico
- Trachelas rugosus Keyserling, 1891 — Brasile
- Trachelas santaemartae Schmidt, 1971 — Colombia
- Trachelas schenkeli Lessert, 1923 — Angola, Sudafrica, Mozambico
- Trachelas scopulifer Simon, 1896 — Sudafrica
- Trachelas similis F. O. P.-Cambridge, 1899 — dagli USA alla Costa Rica
- Trachelas sinensis Chen, Peng & Zhao, 1995 — Cina
- Trachelas sinuosus Platnick & Shadab, 1974 — USA
- Trachelas speciosus Banks, 1898 — Messico
- Trachelas spicus Platnick & Shadab, 1974 — Messico
- Trachelas spinulatus F. O. P.-Cambridge, 1899 — America centrale
- Trachelas spirifer F. O. P.-Cambridge, 1899 — Guatemala, Honduras
- Trachelas submissus Gertsch, 1942 — Paraguay
- Trachelas sylvae Caporiacco, 1949 — Kenya
- Trachelas tanasevitchi Marusik & Kovblyuk, 2010 — Russia
- Trachelas tomaculus Platnick & Shadab, 1974 — Cuba, Hispaniola
- Trachelas tranquillus (Hentz, 1847) — USA, Canada
- Trachelas transversus F. O. P.-Cambridge, 1899 — Messico, Costa Rica
- Trachelas triangulus Platnick & Shadab, 1974 — Panama
- Trachelas tridentatus Mello-Leitão, 1947 — Brasile
- Trachelas trifidus Platnick & Shadab, 1974 — Panama
- Trachelas truncatulus F. O. P.-Cambridge, 1899 — Messico
- Trachelas uniaculeatus Schmidt, 1956 — Isole Canarie
- Trachelas vitiosus Keyserling, 1891 — Brasile
- Trachelas volutus Gertsch, 1935 — USA, Messico
- Trachelas vulcani Simon, 1896 — Giava

## Trachelopachys
Trachelopachys Simon, 1897
- Trachelopachys aemulatus Gertsch, 1942 — Paraguay
- Trachelopachys ammobates Platnick & Rocha, 1995 — Brasile
- Trachelopachys bicolor Chamberlin, 1916 — Perù, Bolivia
- Trachelopachys bidentatus Tullgren, 1905 — Bolivia
- Trachelopachys caviunae (Mello-Leitão, 1947) — Brasile
- Trachelopachys cingulipes (Simon, 1886) — Argentina
- Trachelopachys gracilis (Keyserling, 1891) — Brasile
- Trachelopachys ignacio Platnick, 1975 — Paraguay
- Trachelopachys keyserlingi (Roewer, 1951) — Brasile, Paraguay, Argentina
- Trachelopachys machupicchu Platnick, 1975 — Perù
- Trachelopachys magdalena Platnick, 1975 — Colombia
- Trachelopachys quadriocellatus (Mello-Leitão, 1939) — Bolivia, Paraguay, Argentina
- Trachelopachys sericeus (Simon, 1886) — Brasile, Paraguay, Argentina, Cile
- Trachelopachys singularis (Caporiacco, 1955) — Venezuela
- Trachelopachys tarma Platnick, 1975 — Perù

## Utivarachna
Utivarachna Kishida, 1940
- Utivarachna accentuata (Simon, 1896) — Sri Lanka
- Utivarachna arcuata Zhao & Peng, 2014 — Cina
- Utivarachna bucculenta Deeleman-Reinhold, 2001 — Thailandia
- Utivarachna chamaeleon Deeleman-Reinhold, 2001 — Borneo
- Utivarachna dusun Deeleman-Reinhold, 2001 — Borneo
- Utivarachna fabaria Zhao & Peng, 2014 — Cina
- Utivarachna fronto (Simon, 1906) — India
- Utivarachna fukasawana Kishida, 1940 — Borneo
- Utivarachna gongshanensis Zhao & Peng, 2014 — Cina
- Utivarachna gui (Zhu, Song & Kim, 1998) — Cina
- Utivarachna ichneumon Deeleman-Reinhold, 2001 — Borneo
- Utivarachna kinabaluensis Deeleman-Reinhold, 2001 — Borneo
- Utivarachna phyllicola Deeleman-Reinhold, 2001 — Thailandia, Sumatra, Borneo
- Utivarachna rama Chami-Kranon & Likhitrakarn, 2007 — Thailandia
- Utivarachna rubra Deeleman-Reinhold, 2001 — Borneo
- Utivarachna taiwanica (Hayashi & Yoshida, 1993) — Taiwan